# Rifugio Tabaretta
Il rifugio Tabaretta (in tedesco Tabarettahütte) è un rifugio alpino situato nel comune di Stelvio (BZ), in località Solda, nelle Alpi Retiche meridionali (gruppo Ortles-Cevedale), a 2556 m s.l.m.. È posto sulla cresta del Monte Marlet (Marlt Berg), ai piedi del versante nord-orientale della Punta Tabaretta, di fronte alla parete nord dell'Ortles.

## Storia
Il rifugio è stato costruito da Alois Schöpf alla fine del XIX secolo.

## Caratteristiche e informazioni
Il rifugio, di proprietà privata, è aperto da metà giugno a metà ottobre.
Ha una capienza di 40 posti letto.

## Accessi

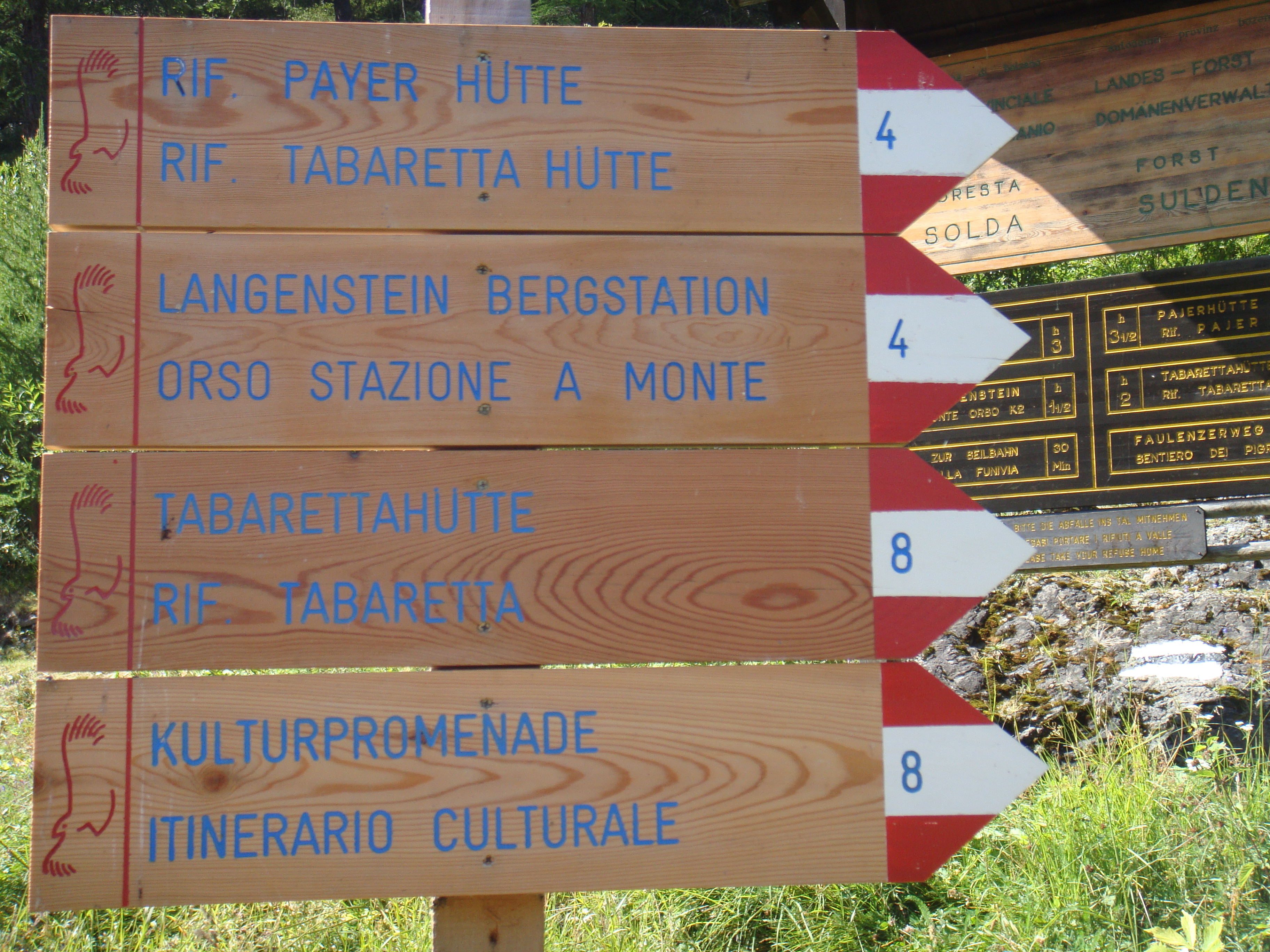
L'imbocco dei sentieri.

Le principali vie d'accesso al rifugio partono dall'abitato di Solda, nei pressi della chiesa di Santa Gertrude.
Il sentiero n. 4 risale in un bosco di cembri e larici fino ad una quota di circa 2100 m, per poi attraversare le morene depositate dal ghiacciaio di Marlet e risalire a tornanti il breve ma ripido pendio erboso del monte Marlet in cima al quale è collocato il rifugio. Tempo di percorrenza: circa 2 ore.
Il sentiero n. 8 (Sentiero dei pigri / Faulenzerweg) ha una prima parte più pianeggiante, evita l'attraversamento delle morene del ghiacciaio di Marlet e si ricongiunge con il n. 4 appena prima dell'erta conclusiva. Tempo di percorrenza: 2h30.
Con la seggiovia Orso, la cui stazione di partenza è anch'essa vicina alla chiesa sopracitata, è possibile raggiungere il Rifugio K2 (2330 m), raggiungibile anche a piedi con il sentiero n. 3, da cui ci si dirige verso il rifugio seguendo il sentiero n. 10, che perde quota al Pian delle Vacche per ricongiungersi con il sentiero n. 4. È possibile mantenersi in quota percorrendo il sentiero n. 4a, che si immette poi a sua volta nel n. 4. Tempo di percorrenza: 1h30.

## Ascensioni
- Ortles (3902 m)
- Punta Tabaretta (3128 m)

## Traversate
Dal rifugio Tabaretta è possibile salire al sovrastante rifugio Payer (3029 m), attraverso la Forcella dell'Orso (2871 m), in circa 1h30. Il Rifugio Payer è raggiungibile anche dalla recente Via Ferrata Tabaretta che, a 15 minuti dal Rifugio Tabaretta, sale un'esposta e difficile parete che termina a 10 minuti dal Rifugio Payer. La Ferrata Tabaretta è generalmente considerata la più impegnativa, tecnica e difficile via ferrata dell'arco alpino italiano e una delle più impegnative al mondo. In particolare un passaggio - il Geele Knott - in traverso richiede molta forza e preparazione quindi l'itinerario attrezzato (2h) è da riservarsi a escursionisti esperti e molto preparati.
Attraverso il passo della Tabaretta (2903 m) si accede alla della valle di Trafoi ed è possibile raggiungere il Rifugio Borletti (2188 m) e l'abitato di Trafoi, in circa 3h30.
Percorrendo il sentiero n. 4 e n. 10, si raggiunge il Ristoro K2, da cui è possibile proseguire lungo il sentiero n. 3 fino al rifugio Coston (2661 m). Tempo di percorrenza: 2h30.